# Trincheras (Sonora)
Trincheras es una localidad del estado de Sonora en México, y cabecera municipal del Municipio de Trincheras. Su nombre se debe a que a la llegada y paso del Padre Eusebio Francisco Kino al Río Magdalena, decidido a explorar acompañado del capitán Juan Mateo Mange, llegaron y vieron los pequeños muros construidos en el Cerro de Trincheras, que bajo el concepto militar, el capitán acompañante de Kino, mencionó que se trataban de trincheras de uso y defensa bélica. Desde aquel momento se le conoce como Cerro de Trincheras. Algunos espacios también fueron rellenados con tierra, logrando un terraplén o terrazas para diferentes usos.  
El poblado está ubicado en el cauce del Río Magdalena, que unos kilómetros adelante se une al Río altar, para transformarse en Asunción. La parte antigua se conoce como "El Alamito" o "Real del Alamito"  
El poblado está localizado en la parte norte del estado de Sonora. Colinda al norte con el municipio de Altar, al este con los municipios de Santa Ana y Benjamín Hill, al oeste con el municipio de Pitiquito y al noreste con el municipio de Tubutama. Según el censo 2020, el poblado contaba con 929 personas. 
Cuenta con el Sitio arqueológico Cerro de Trincheras, el elemento más representativo de la Cultura Trincheras. Para ello mostrar parte de esta cultura se cuenta con el Museo de Trincheras, y el Museo comunitario, done se exhiben elementos tanto de la cultura Trincheras como de sus ancestros encontrados en el sitio arqueológico La Playa a 10 km al norte de la población, en el ejido La playa, el cual contaba en 2020 con 43 habitantes.   
La economía de la población de Trincheras está fuertemente sustentada en la ganadería y producción de queso de diversos tipos, los cuales exporta a los municipios vecinos.  

## Personajes relacionados
Diego A. Moreno Murrieta empresario de diligencias, ganadero y minero, fue fundador del Nuevo Santa Ana Sonora, fue registrado en Real del Alamito. 
Según el escritor Manuel Pérez Rojas, es el lugar de nacimiento del verdadero Joaquín Murrieta, el cual por error se ha dicho que era chileno, y otros de Álamos Sonora. Una población en California se llama Murrieta. Ese nombre es uno de los apellidos más comunes entre los habitantes del poblado.  

## Clima
El clima del municipio es muy seco, cálido, con una temperatura media anual de 21.3 °C, presentándose una máxima de 31.1 °C y una mínima de 11.5 °C en los meses de diciembre a febrero. 